# Anastazy (Dobradin)
Anastazy, imię świeckie: Aleksiej Michajłowicz Dobradin (ur. 27 lutego?/10 marca 1828 w Biełych Kriestach, zm. 18 kwietnia?/1 maja 1913) – rosyjski biskup prawosławny.
W 1853 ukończył Petersburską Akademię Duchowną; 1 grudnia tego samego roku został wyświęcony na kapłana. W 1855 uzyskał tytuł magistra teologii za pracę poświęconą apologetom chrześcijańskim II i III wieku. Od 1858 był jednym z duchownych soboru Mądrości Bożej w Nowogrodzie. Od 1860 wykładał łacinę w szkole duchownej w Nowogrodzie. Od 1865 był katechetą w gimnazjum wojskowym w Połocku. Pięć lat później otrzymał godność protoprezbitera. W 1880 został rektorem seminarium duchownego w Witebsku.
26 marca 1882 złożył wieczyste śluby mnisze, po czym natychmiast otrzymał godność archimandryty. 6 czerwca tego samego roku miała miejsce jego chirotonia na biskupa wyborskiego, wikariusza eparchii petersburskiej. Jeszcze we wrześniu tego samego roku przeniesiony do eparchii nowogrodzkiej jako jej wikariusz, z tytułem biskupa starorusskiego.
W 1888 mianowany biskupem kałuskim i borowskim, zaś po dwóch latach przeniesiony na katedrę woroneską i zadońską. W 1902 otrzymał godność arcybiskupią. Zmarł w 1913.